# Província do Rio Sapucaí
Rio Sapucaí (na grafia arcaica: Rio Sapucahy) foi uma proposta apresentada pelo senador paulista Joaquim Floriano de Godói em 5 de outubro de 1887, relativa a criação de uma província do Império do Brasil que incluiria regiões dos atuais estados de São Paulo e Minas Gerais, englobando as regiões Sul de Minas Gerais e o Vale do Paraíba. A cidade de Taubaté foi a primeira a ser fundada na região, pelo bandeirante Jacques Felix, tendo sido indicada a ser capital por sua importância econômica, movimentada pela cafeicultura.
O senador Joaquim Floriano de Godói, que reclamava a criação da província desde 1872, acusava o governo da Província de São Paulo de destinar todas as verbas para o Centro-Oeste Paulista, o mesmo ocorria na Província de Minas Gerais, onde a região Sul, segundo Godói, estaria abandonada. O autor da proposta foi alvo de violentos ataques por parte de militantes conservadores, liberais e republicanos de São Paulo, além da mídia e do governo paulista.